# Сланское
Сланско́е — село Октябрьского сельсовета Лев-Толстовского района Липецкой области.

## История
Упоминается в документах 1678 г. (Черменский. ГЛ, 62).

## Население
| 2000 | 2010 |
| ---- | ---- |
| 105  | ↘94  |

## Известные уроженцы
- Сысоев, Николай Александрович (1918—2001) — народный художник России.